# Willy Zeyn (monteur)
Pour les articles homonymes, voir Willy Zeyn.
Willy Zeyn (né le 12 mars 1907 à Kiel, mort le 17 février 1983) est un monteur et producteur de cinéma allemand.

## Biographie
Willy Zeyn est le fils du réalisateur du cinéma muet Willy Zeyn. Il reçoit une formation technique dans le laboratoire Afifa à Berlin. En 1928, il est directeur du laboratoire de la société Exzentrikfilm.
Au début du cinéma, il devient monteur et participe à de grandes productions.
En 1948, il fonde sa société de production, Willy-Zeyn-GmbH, où il est à la fois directeur général, producteur et en 1952 également producteur exécutif. Il produit des comédies musicales, des films romantiques et plusieurs films de guerre où l'armée allemande et ses soldats ont un rôle positif.
En 1960, Zeyn perd sa société. Il travaille peu de temps au service d'autres sociétés de production. À l'été 1970, il se retire à Benidorm.

## Filmographie
En tant que monteur
| - 1930 : Le Cambrioleur - 1930 : Aimé des dieux - 1931 : Bombes sur Monte-Carlo - 1932 : Ein blonder Traum - 1932 : F.P.1 antwortet nicht - 1933 : Walzerkrieg - 1934 : Rivalen der Luft - 1934 : Die Freundin eines großen Mannes - 1934 : La Jeune Fille d'une nuit (Die Töchter ihrer Exzellenz) de Reinhold Schünzel et Roger Le Bon - 1934 : Die Insel - 1934 : Lockvogel - 1935 : Les Deux Rois - 1935 : Episode - 1936 : L'Empereur de Californie | - 1936 : Intermezzo - 1937 : Condottieri - 1938 : Le Tigre du Bengale - 1938 : Le Tombeau hindou - 1939 : La Chanson d'Aicha - 1939 : Suspiros de España - 1939 : Eine kleine Nachtmusik - 1940 : Le Renard de Glenarvon - 1940 : Musique de rêve - 1941 : Ma vie pour l'Irlande - 1941 : Aufruhr im Damenstift - 1941 : Alles für Gloria - 1944 : Schicksal am Strom - 1944 : Das war mein Leben |

En tant que producteur
| - 1949 : Krach im Hinterhaus - 1951 : Les Dangers du désir - 1951 : Hanna Amon (en) - 1953 : Der Kaplan von San Lorenzo (en) - 1953 : Sérénade de la rue - 1953 : Ich und Du - 1954 : Eine Frau von heute - 1954 : Guitares d'amour - 1954 : Hoheit lassen bitten - 1956 : Santa Lucia - 1957 : Siebenmal in der Woche - 1957 : Der Stern von Afrika - 1957 : UB 55, corsaire de l'océan (de) | - 1957 : Träume von der Südsee - 1958 : Der lachende Vagabund - 1958 : La Fille aux yeux de chat - 1958 : Ne m'oubliez pas - 1959 : Patricia - 1959 : Das blaue Meer und Du - 1960 : Bataillon 999 - 1960 : Division Brandenburg - 1961 : Schlagerrevue 1962 - 1962 : Héros sans retour - 1964 : Wälsungenblut - 1967 : Plaisirs pervers |

## Source de la traduction
- (de) Cet article est partiellement ou en totalité issu de l’article de Wikipédia en allemand intitulé « Willy Zeyn junior » (voir la liste des auteurs).